# Antoni Taulé i Pujol

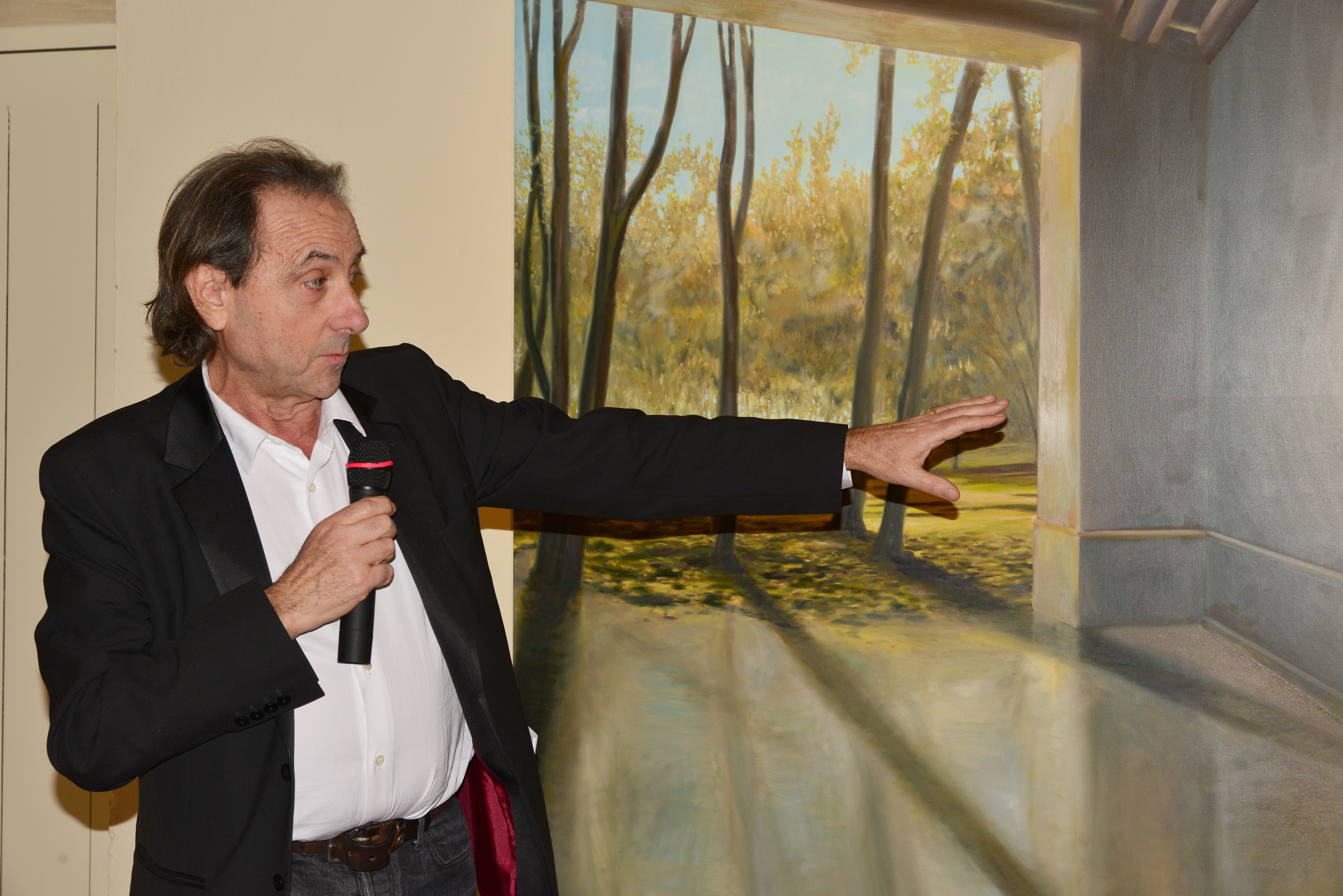
Antoni Taulé

Antoni Taulé y Pujol (Sabadell, 25 de agosto de 1945) es un pintor español que actualmente vive en Francia.
Nació en la calle de Ferran Casablancas, 14 de Sabadell. Estudió en el colegio Valldemia de Mataró, posteriormente en los Escolapios de Sabadell, para estudiar más adelante arquitectura técnica en Barcelona.
A mediados de los años 60 empieza a dedicarse a la pintura y a realizar varias performances en varios espacios público, entre los cuales se incluye la Academia de Bellas artes de Sabadell.
A los 70 se instaló en Formentera, donde conocería a su mujer. Laetitita Ney de Elchingen, con quien tendría 2 hijos.